# Drechterland
Drechterland – gmina w prowincji Holandia Północna, w Holandii. Liczy 19 282 mieszkańców (stan na 1 stycznia 2010) i zajmuje powierzchnię 101,44 km².
Gmina powstała 1 stycznia 1979 (pod nazwą Bangert) z połączenia mniejszych gmin, Hoogkarspel, Westwoud i Blokker. Rok później zmieniono nazwę gminy na obecną. Zajmowała wtedy powierzchnię 24,07 km², a w 2003 liczyła 10,194 mieszkańców. 1 stycznia 2006 została połączona z leżącą na południe od niej gminą Venhuizen.
Drechterland jest gminą partnerską gminy Bardowick w Niemczech (porozumienie podpisane 3 października 1970) oraz gminy Skoki w Polsce (porozumienie podpisane 8 listopada 1995). Partnerstwa te zostały przejęte od gminy Venhuizen, po połączeniu się z nią 1 stycznia 2006.